# Hazenpeper

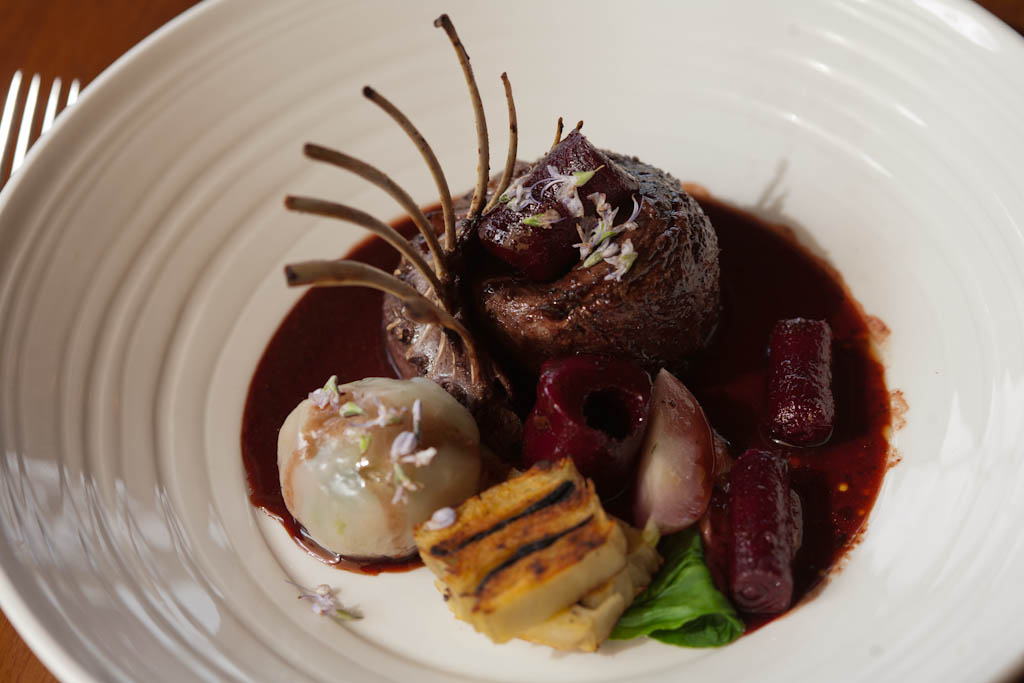
Hazenpeper

Hazenpeper is een traditioneel stoofgerecht uit de Nederlandse en Duitse keuken. Het gerecht wordt bereid door hazenbouten te marineren in rode wijn. Vervolgens wordt dit hazenvlees gestoofd in een braadpan, samen met spek, ui, knoflook en eventueel peen en tomatenpuree. Als smaakmakers worden laurier, tijm en soms jeneverbes toegevoegd.
Het woord hazenpeper is in de Nederlandse taal voor het eerst geattesteerd in 1599. In het Duits wordt de vergelijkbare term Hasenpfeffer gebruikt.